# Irzniq
Irzniq (serbiska: Rznić, Рзнић) är en ort i Kosovo. Den ligger i den västra delen av landet, 70 km väster om huvudstaden Priština. Irzniq ligger 525 meter över havet och antalet invånare är 2 200.
Terrängen runt Irzniq är platt österut, men västerut är den kuperad. Runt Irzniq är det ganska tätbefolkat, med 222 invånare per kvadratkilometer. Närmaste större samhälle är Deçan, 5,3 km väster om Irzniq. Omgivningarna runt Irzniq är en mosaik av jordbruksmark och naturlig växtlighet.